# Habenaria phylacocheira
Habenaria phylacocheira är en orkidéart som beskrevs av Victor Samuel Summerhayes. Habenaria phylacocheira ingår i släktet Habenaria och familjen orkidéer.
Artens utbredningsområde är Nigeria. Inga underarter finns listade i Catalogue of Life.